# トム・アンド・ジェリー・イン・フィスト・オブ・ファーリー
『トム・アンド・ジェリー・イン・フィスト・オブ・ファーリー』（英題：Tom and Jerry in Fists of Furry）は、アメリカ合衆国にて発売されているNINTENDO 64･Windows用ゲームソフト。日本未発売。ジャンルは格闘アクションゲーム。後に続編に当たるソフト「トムとジェリー ヒゲヒゲだいせんそう」が発売された。

## 作品の特徴
トムとジェリーに登場するメインキャラクター達を操作し、3Dマップ上を移動しながらアイテムを拾ったり直接攻撃を加えたりしながら1対1でバトルをする。一人用モードは、敵をどんどん倒しながら進んでいく一般的な格闘ゲームにも見られるモード。相手キャラクターは各キャラ毎に固定。対戦モードもある。他、オプションにて難易度、ラウンド数などの設定も可能。

## キャラクター
トム
お馴染みの猫。ジェリーとは永遠のライバル。平均的な体重・移動スピードを誇り、扱いやすい。
ジェリー
お馴染みの鼠。いたずら好きで頭も良く、大抵はトムに勝利する。体重は軽く、動きは速い。
スパイク
ブルドッグ。体重は全キャラクター中最も重いため、動きは遅い。彼のみ直接攻撃の3発目で相手をふっ飛ばさずプレスする。プレスされた時も、彼のみつぶれず首が引っ込むのみである。
タイク
スパイクの子供。原作映画と違い、本作では二足歩行を行う。体重は軽量級。
アヒルの子
黄色い体毛の子供のアヒル。動きは全キャラ中トップクラスの速さを持つ。
ニブルス
ジェリーの弟分。おむつがトレードマーク。ジェリーとはほぼ同等の性能を持つ。
ブッチ
トムの悪友の黒猫。トムとほぼ同等の性能。

## アイテム
本作には様々な攻撃アイテムが登場し、戦闘には主にこれらでの攻撃をメインに使っていく。アイテムは持った際、数個の星がキャラクターから出る演出が二回あり、その後に攻撃するとクリーンヒットし、ダメージも大きくなる。
投てき系
本作で数の多いアイテム。相手に投げる事でダメージを与える。大型のものは相手の首にはめる事も可能。また、タイミングよくボタンを押すとタイミングよくボタンを押す事でダイレクトキャッチも出来、他のアイテムを持っている時にも可能だがその前に持っていたアイテムは失ってしまう。
プレス系
本作で2番目に数の多いアイテム。クリーンヒットすると相手を押しつぶし、そうでなくても相手をひるませる。但し3回までしか使えない。
針系
クリーンヒットすると、相手は叫び声を上げながら飛び上がる。こちらも使えるのは3回まで。
打撃系
クリーンヒットすると相手を気絶させる。プレス系、針系同様3回までしか使用出来ない。
爆弾系
オーソドックスな形の爆弾、赤色のダイナマイトの二種類。相手にぶつけると相手の尻に火がついてダメージを与えるが、ダイナマイトの方が効果範囲が広く、遠くからでも同士討ちになってしまう事が多い。
救急箱
アイテムで相手を攻撃すると、相手から飛び出す体力回復アイテム。その数は相手に与えたダメージに比例して増える。
「?」マーク
上から降りてくる、取ると様々なアクシデントがプレイヤーに起こるアイテム。その効果は、毒を浴びる、バリアを貼る、パワーアップする、透明になる、の4種類。